# Eero Balk
Eero Balk (Kuopio, 1955. május 8. –) finn műfordító, író. Főképp szláv nyelvekről, orosz, ukrán, cseh, szlovák, szorb nyelvekről fordít finnre, de angolból, németből és olaszból is.

## Munkássága
1981-ben végzett a Kijevi Egyetemen. Számos díjat kapott, köztük 1992-ben finn állami irodalmi díjat (Kirjallisuuden valtionpalkinto) a Švejk fordításáért. Szintúgy 1992-ben a Havlíčkův Brod város díjat a cseh irodalom terjesztéséért. 2002-ben a cseh Premia Bohemica-díjat kapta meg. 2008-ban a cseh Jaroslav Hašek Társaság tiszteletbeli tagja lett. 2014-ben az ukrán irodalom terjesztéséréért Pantelejmon Kulis-díjat kapott.
Eddig több, mint 30 könyvet fordított le finn nyelvre. Ezen felül TV-programokat és színdarabokat is fordított. A 2010-ben kiadott Sokea kirjakauppias (A vak könyvkereskedő) című antológiája a szorb nyelvű irodalom első finn nyelvű fordítása.
Fordításokon felül saját művei is vannak, köztük néhány prágai útikönyv, Ei ainoastaan Prahasta seikkailijan matkaopas (Orient Express, 1990, ISBN 951-615-738-6), Sankarimatkailijan Praha (Like Kustannus, 1997, ISBN 9515810477).

## Válogatott fordításai
- Jaroslav Hašek: Švejk, egy derék katona kalandjai a világháborúban, Orient Express, 1991, ISBN 951-615-792-0
- Jan Neruda: Prágai történet, Taifuuni 2000, ISBN 951-581-072-8
- Jurij Andruchvics: Perverzió, Loki-kirjat, 2000, ISBN 952-9646-84-4
- Lev Tolsztoj: Hadzsi Murat, Basam Books, 2001, ISBN 952-9842-41-4
- Karel Čapek: A szenvedelmes kertész, Basam Books, 2002, ISBN 952-9842-66-X
- Lev Tolsztoj: Háború és béke, Tammi, 2005, ISBN 951-31-2932-2
- Lev Tolsztoj: Ivan Iljics halála
- Andrej Kurkov: A halál és a pingvin, Otava, 2006, ISBN 978-951-1-20629-3
- Vaszil Kozseljanko: Az ezüst pók, Basam Books, 2006, ISBN 952-5534-56-1

## Fordítás
- Ez a szócikk részben vagy egészben  az   Eero Balk című cseh Wikipédia-szócikk ezen változatának fordításán alapul.  Az eredeti cikk szerkesztőit annak laptörténete sorolja fel. Ez a jelzés csupán a megfogalmazás eredetét és a szerzői jogokat jelzi, nem szolgál a cikkben szereplő információk forrásmegjelöléseként.
- Ez a szócikk részben vagy egészben  az   Eero Balk című finn Wikipédia-szócikk ezen változatának fordításán alapul.  Az eredeti cikk szerkesztőit annak laptörténete sorolja fel. Ez a jelzés csupán a megfogalmazás eredetét és a szerzői jogokat jelzi, nem szolgál a cikkben szereplő információk forrásmegjelöléseként.